# Harvey y Jeannette Crewe
David Harvey Crewe (20 de octubre de 1941 - c. 17 de junio de 1970), conocido como Harvey, y Jeannette Lenore Crewe (de soltera, Demler; 6 de febrero de 1940 - c. 17 de junio de 1970) fueron un matrimonio de granjeros de Nueva Zelanda cuyas misteriosas muertes fueron un posible asesinato doble o un asesinato y posterior suicidio ocurrido posiblemente el 17 de junio de 1970. Un vecino llamado Arthur Allan Thomas (n. en 1938) fue condenado por el supuesto doble homicidio pero posteriormente recibió un indulto.

## Crimen
El matrimonio fue abatido a tiros alrededor del 17 de junio de 1970 en su granja en Pukekawa, Waikato Plains y sus cadáveres fueron arrojados al Waikato River. El cuerpo de la mujer fue encontrado en el río cerca de un lugar llamado "Devil's Elbow" el 16 de agosto. El cadáver del hombre el 16 de septiembre río arriba y un eje empleado al parecer para hundir el cuerpo fue también encontrado.

## Investigaciones
La desaparición del matrimonio fue reportado a la policía por el padre de Jeannette, Lenard W. Demler (m. noviembre de 1992), y su vecino el 22 de junio. Rochelle, la hija de 18 meses de los esposos fue encontrada viva y se sospechaba que alguna mujer la alimentó entre el día 17 y 22 de junio. Len Demler se convirtió en el principal sospechoso.
Las autoridades examinaron los disparos de aproximadamente el 3% de rifles similares de los residentes de Pukekawa, descartándose dos como posiblemente empleados en el crimen. Uno de esos rifles perteneció a Arthur Thomas convirtiéndolo en sospechoso. El 27 de octubre, el jardín de la casa de los Crewe fue revisado por tercera vez y se encontró un casquillo, el cual tenía indicios de haber sido disparado del arma de Thomas, lo cual condujo a su arresto en noviembre, enjuiciado y hallado culpable en 1971. Hubo una apelación y fue hallado culpable de nuevo en 1973.

## Campañas

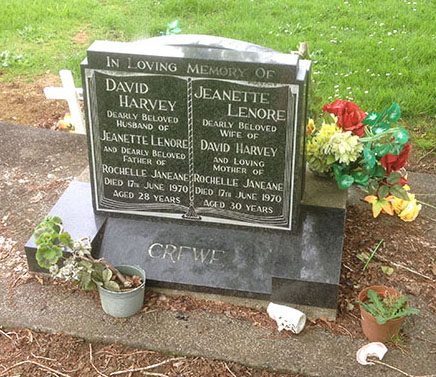
Fotografía de la tumba de Harvey y Jeannette Crewe, cementerio de Tuakau, Waikato, Nueva Zelanda. Octubre de 2013. (Tener en cuenta que el nombre de Jeannette está mal escrito como Jeanette).

Una campaña liderada en parte por Pat Booth del rotativo Auckland Star, intentó sacarlo de la cárcel argumentando que las pruebas fueron fabricadas. Trabajos forenses del Dr. Jim Sprott mostraron que el casquillo fue plantado en la escena. Hubo una revisión del caso y fue reportado al gobernador general de Nueva Zelanda en noviembre de 1980. La comisión encontró que el casquillo Exhibit 350 fue producto de un disparo ejecutado por su pistola y fue dejado por el detective-inspector Bruce Hutton y el detective Sergeant Lenrick Johnston afuera de la casa de los Crewe para inculpar injustificadamente al acusado. Thomas fue indultado en 1979 por Robert Muldoon después de pasar nueve años en prisión y se le pagó una compensación de NZ$950,000. Hutton nunca fue castigado por lo que hizo. (Johnston murió en 1978).
David Yallop escribió el libro Beyond Reasonable Doubt respecto al caso. También se hizo un docudrama llamado Beyond Reasonable Doubt en 1980.

## Teorías
El caso permanece sin resolver y sin culpable alguno. Pat Booth supone que Harvey Crewe arremetió contra su esposa quien le disparó y siendo después ayudada por su padre para desaparecer el cadáver y posteriormente ella se suicidó siendo arrojada al río por su padre también. Chris Birt en su libro The Final Chapter (2001) cree que Demler asesinó a ambos. Des Thomas (hermano de Arthur Thomas) cree que otro lugareño fue el culpable. 
En 2010 Ian Wishart en su libro Arthur Allan Thomas, reexamina el caso desde Yallop en 1978. Wishart coincide con Birt en rechazar la teoría del asesinato-suicidio. Contrario a Booth, Yallop y Birt duda que Len Demler haya participado en el crimen o desaparecido los cuerpos y señala dos sospechosos:  el hijo de una prominente familia de Nueva Zelanda que trabajaba en los alrededores (no menciona su nombre); o alguien de la policía que planeaba inculpar a Thomas.